# Augustin Hilty
Augustin „Gust“ Hilty (* 13. Oktober 1896 in Schaan; † 16. Juli 1955 ebenda) war liechtensteinischer Malermeister und Sportschütze.

## Leben
Augustin Hilty wurde 1896 als Sohn von Augustin Hilty und dessen Frau Domenika (geborene Jenal) geboren. Hilty war Bürger der Gemeinde Schaan und arbeitete als Maler. In den 1920er Jahren eröffnete er auch eine Autolackiererei. Neben seiner Tätigkeit als Maler war Hilty ebenfalls als Künstler und Grafiker aktiv und brachte es als solcher in Liechtenstein zu einer gewissen Bekanntheit.
Hilty war bereits seit seiner Jugend ein aktiver Sportschütze, so gehörte er dem Schaaner Kleinkaliber-Sportschützenverein an, und wurde wiederholt liechtensteinischer Schützenmeister. 1936 gehörte er der liechtensteinischen Mannschaft bei den Olympischen Sommerspielen 1936 in Berlin an und erreichte im Wettbewerb Kleinkaliber liegend, 50 m mit 288 Punkten den 44. Platz.
1919 heiratete er Eugenie Kaufmann. Aus der Ehe gingen drei Söhne hervor.